# Krupac (Pirot)
Krupac (em cirílico: Крупац) é uma vila da Sérvia localizada no município de Pirot, pertencente ao distrito de Pirot, na região de Visok. A sua população era de 1301 habitantes segundo o censo de 2011.

## Demografia
| 1948 | 1953 | 1961 | 1971 | 1981 | 1991 | 2002 | 2011 |
| ---- | ---- | ---- | ---- | ---- | ---- | ---- | ---- |
| 2711 | 2577 | 2245 | 1924 | 1883 | 1635 | 1444 | 1301 |